# Kerenzertunnel
Der Kerenzertunnel ist ein 5760 m langer Strassentunnel entlang des Walensees, der in der Regel nur in einer Richtung befahren wird. So wird die zweispurige Autobahn Richtung Süd A3 (Zürich–Sargans) durch den Kerenzerberg geführt. In Gegenrichtung sind es sechs einzelne Tunnel (Stutz, Mühlehorn, Glattwand, Standenhorn, Weisswand, Ofenegg), durch die früher die Hauptstrasse im Gegenverkehr geführt wurde. Der Kerenzertunnel verläuft parallel zum 1960 erbauten Eisenbahntunnel Kerenzerberg.
Vor der Tunneleröffnung 1986 gab es oft Staus auf der Walenseestrasse und Unfälle auf der Umfahrung über den Kerenzerberg. Ausserdem belastete der Ausweichverkehr die anliegenden Gemeinden sehr. Deshalb entschloss man sich für den Ausbau der Strasse durch den Bau des Kerenzertunnels. Als weiterer positiver Effekt schuf man dadurch in einer wirtschaftlich schwierigen Zeit Arbeit.
Im Tunnel werden Radiosignale der Sender SRF 1 sowie Radio FM1 ausgestrahlt.
Von 2020 bis 2026 wird der Tunnel saniert und ein Sicherheitstollen gebaut. Der Sicherheitsstollen ist in Abluftkanal und Fluchtweg geteilt. Dabei liegt der Abluftkanal, der im Brandfall Rauchgase aus dem Tunnel abführen soll, über dem hermetisch abgetrennten Fluchtweg. Dieser wird alle 300 Meter durch Querschläge mit der Tunnelröhre verbunden sein. Im Fluchtweg herrscht Überdruck, damit kein Rauch hineingelangen kann. Ausserdem wird bis 2026 die Betriebstechnik, Löschwasserversorgung und das Lüftungssystem erneuert. Zusätzlich soll zukünftig sauberes Bergwasser und verschmutztes Wasser aus der Röhre getrennt abgeleitet werden.

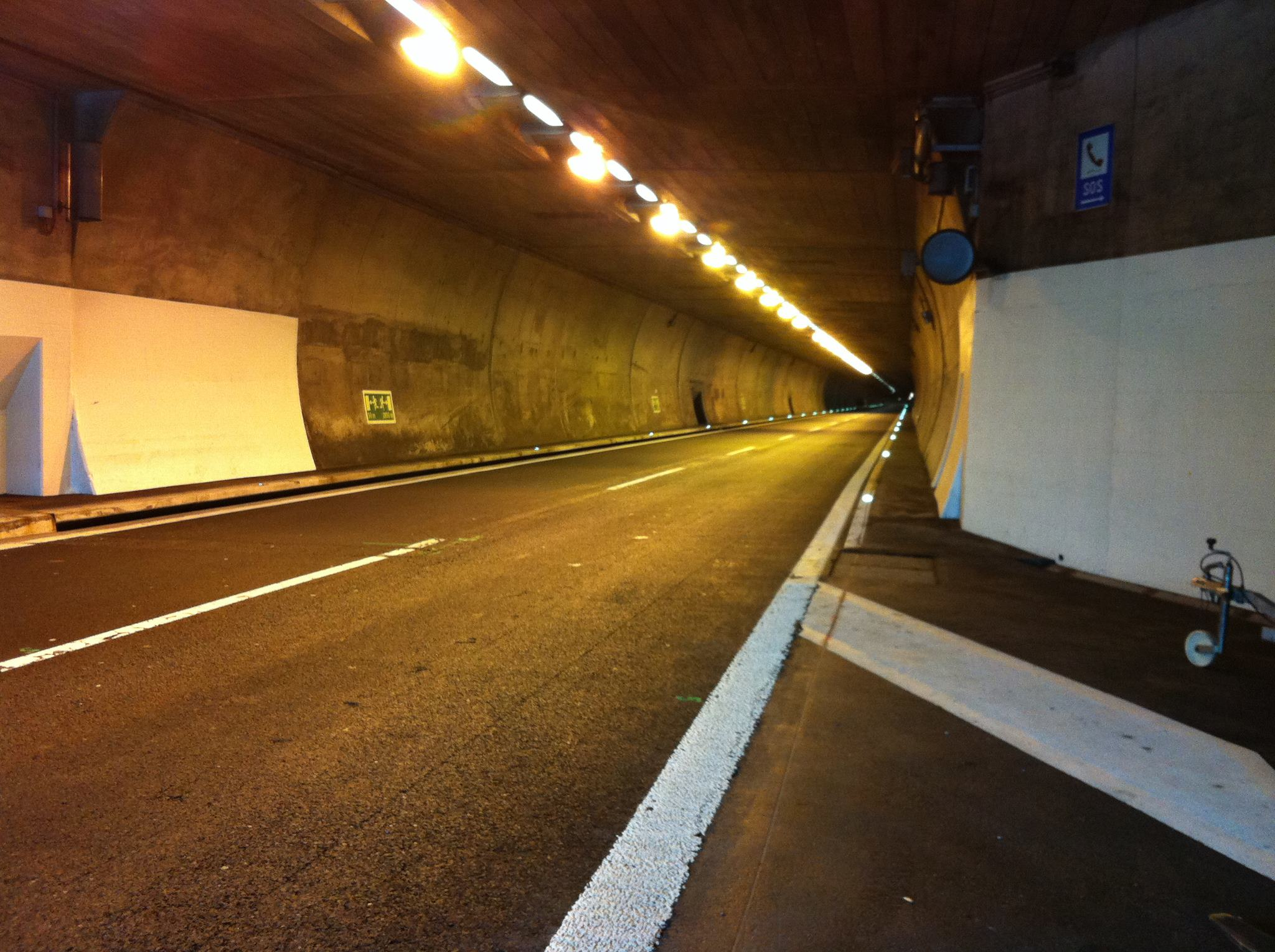
Innen, Einfahrt Weesen (2012)